# 베른하르트 루스트
베른하르트 루스트(독일어: Bernhard Rust, 1883년 9월 30일 ~ 1945년 5월 8일)는 나치 독일의 정치인으로, 히틀러 내각의 제국 교육성 장관 (Reichserziehungsminister) 을 지냈다.
루스트는 하노버에서 태어나, 독일에서 철학 및 언어학 박사 학위를 취득하였고 1908년에는 교사 자격을 취득한 후, 하노버의 라츠김나지움 (Ratsgymnasium)의 교사가 되었으며, 그 다음 제1차 세계 대전 중에는 독일 육군에서 일하면서 철십자장을 수여받았다.
1922년 나치에 입당한 루스트는 하노버 및 브룬스비크의 대관구장이 되었다. 1930년에는 독일 국회 (Reichstag)에서 당선되어 나치의 국회의원이 되었고, 1933년 히틀러가 총리가 되었을 때, 프로이센의 문화부 장관에 임명되었다. 1934년 6월 1일에는 독일 정부에 제국 교육성이 신설돼 제국학술교육국민교양 장관에 임명되었으며, 독일의 교육 체제를 개편하였다.
그 일환으로 독일 신교육의 상징으로서 교사와 아이들 간의 인사를 나치식 경례로 통일시키고, 독일의 대학에서 유대인의 정치적 추방을 실행하고, 또 장래 나치의 지도자를 기르기 위한 새로운 학교인 나폴라(Napola)를 30곳 이상 창설시키는 등, 루스트는 교육의 전기능은 나치스를 만들기 위해 있다고 생각하고 있었다.
1945년 5월 8일, 독일이 패전하자 62세의 나이로 자살하였다.